# Oncocephala proxima
Oncocephala proxima is een keversoort uit de familie bladkevers (Chrysomelidae). De wetenschappelijke naam van de soort werd in 1899 gepubliceerd door Raffaello Gestro.